# World66
World66（ワールド66）はオープン・コンテントの考え方を受け入れ、それを有益なビジネスに変えようとしたオランダの会社であった。2006年4月から、カリフォルニアのエル・セガンドの企業 Internet Brands, Inc が所有していた。2018年6月時点でウェブサイト（http://www.world66.com/ ）はアクセス不能となった。

## 歴史
サイトは Osinga.com として Richard Osinga と Douwe Osinga によって1999年に創立された。しかし、名前は同じ年に World66 に変えられた。2003年11月29日に、それは旅行関連の CapitanCook wiki を吸収することによって拡大した。Internet Brands は、2006年4月20日に World66 の獲得を発表した。

## テクノロジー
World66 は Zope アプリケーションサーバに基づく、ウィキのようなソフトウェアを使用し、それは誰でも中身を書き加えたり、編集することができる。サイトは、80,000 以上の旅行と、それに関係する世界中の約 10,000 の目的地を覆い、それら全員がクリエイティブ・コモンズ 表示-継承ライセンス 1.0 の下で認可されていると主張していた。

## 問題
2004年に、World66 は全て、最初に GNU FDL に、次に CC BY-SA 1.0 にリライセンスされた - GNU FDL 許可の下で貢献した人々には、電子メールで変化を知らされ、寄贈を回収するということができた。